# Кольцо Гиммель
Кольцо Ги́ммель (англ. Gimmel Rings, joint-ring) — подвид «колец-головоломок» (англ. puzzle rings), использующийся в качестве обручального кольца. Такие кольца использовались на помолвках и свадьбах с начала XV века. Их отличительная особенность состоит в том, что пара или тройка (возможно, и большее количество) таких колец способна сложиться в одно (одно кольцо при этом принадлежит мужу, второе — жене, третье — свидетелю). Название кольца происходит от третьей буквы еврейского алфавита.
В случае, когда соединение между кольцами образует рукопожатие, кольцо Гиммель может одновременно являться кольцом Феде; если, помимо рукопожатия, в элементах такого сборного кольца есть сердца, оно будет дублинской версией кладдаского кольца, если конструкция из двух сцепленных рук и сердца ещё и будет увенчана короной, такое кольцо будет одновременно являться классическим кладдаским кольцом.